# Bejt Zaid
Bejt Zaid (hebrejsky בֵּית זַיְד, doslova "Zaidův dům", anglicky Beit Zaid, v oficiálním seznamu sídel Bet Zeid) je vesnice typu mošav v Izraeli, v Severním distriktu, v Oblastní radě Jizre'elské údolí.

## Geografie
Leží v nadmořské výšce 133 metrů na pahorcích Dolní Galileji, nedaleko západního okraje Jizre'elského údolí, v oblasti s intenzivním zemědělstvím.
Vesnice se nachází cca 17 kilometrů severozápadně od města Afula, cca 75 kilometrů severovýchodně od centra Tel Avivu a cca 18 kilometrů jihovýchodně od centra Haify. Bejt Zaid obývají Židé, přičemž osídlení v tomto regionu je smíšené - jižním a východním směrem převládají v údolí židovská sídla, na západní straně se nalézá židovské město Kirjat Tiv'on. Na severní straně začíná kopcovitá krajina s výrazným zastoupením obcí, které obývají izraelští Arabové (například město Basmat Tab'un cca 4 kilometry odtud).
Bejt Zaid je na dopravní síť napojen pomocí lokální silnice číslo 722, která na severu ústí do dálnice číslo 75. Jižně od obce prochází železniční trať v Jizre'elském údolí obnovená roku 2016, na níž zde funguje stanice Jokne'am – Kfar Jehošua.

## Dějiny
Bejt Zaid byl založen v roce 1943. Je pojmenován podle sionistického průkopníka Alexandera Zaida, který se v této lokalitě nazývané tehdy Šejch Abrik (שיח’ אברק) usadil se svou rodinou v roce 1926. V roce 1938 byl Zaid zavražděn Araby. Pak tu byl na jeho počest založen kibuc Giv'ot Zaid (גבעות זייד) obývaný mimo jiné i členy Zaidovy rodiny.
Roku 1949 měla vesnice 138 obyvatel a rozlohu katastrálního území 2300 dunamů (2,3 kilometrů čtverečních). Kibuc tu fungoval do roku 1950, kdy byl pro neshody mezi jeho obyvateli rozpuštěn. Poblíž pak roku 1951 vznikl nynější mošav Bejt Zaid.
Ekonomika obce je založena na zemědělství (pěstování květin a živočišná výroba). Nedaleko obce se nachází turisticky využívaný národní park Bejt Še'arim.

## Demografie
Obyvatelstvo mošavu Bejt Zaid je sekulární. Podle údajů z roku 2014 tvořili naprostou většinu obyvatel v Bejt Zaid Židé (včetně statistické kategorie "ostatní", která zahrnuje nearabské obyvatele židovského původu ale bez formální příslušnosti k židovskému náboženství).
Jde o menší sídlo vesnického typu s dlouhodobě kolísající populací. K 31. prosinci 2014 zde žilo 67 lidí. Během roku 2014 populace stoupla o 36,7 %.
| Rok            | 1948 | 1949 | 1961 | 1972 | 1983 | 1995 | 2001 | 2003 | 2004 | 2005 | 2006 | 2007 | 2008 | 2009 | 2010 | 2011 | 2012 | 2013 | 2014 |
| -------------- | ---- | ---- | ---- | ---- | ---- | ---- | ---- | ---- | ---- | ---- | ---- | ---- | ---- | ---- | ---- | ---- | ---- | ---- | ---- |
| Počet obyvatel | 202  | 138  | 29   | 118  | 144  | 213  | 209  | 213  | 217  | 217  | 220  | 229  | 230  | 228  | 226  | 246  | 50   | 49   | 67   |